# 肖洛姆-阿莱汉姆
肖洛姆·诺胡莫维奇·拉比诺维奇（俄語：Соломон Наумович (Шо́лом Но́хумович) Рабинович，1859年3月2日—1916年5月13日），以其笔名肖洛姆-阿莱汉姆（又译沙勒姆·亞拉克姆）著称，是意第緒語作家及剧作家。他生于乌克兰佩列亚斯拉夫，1906年后定居美国。主要作品长篇小说《斯杰姆别纽》、《莺喉伊奥谢列》、书信体小说《美纳汉·曼德尔》、中篇小说《卖牛奶的台维》和《莫吐儿》等，及300多部短篇和戏剧作品，代表作有《屋顶上的提琴手》。
其笔名是一句犹太人的见面问候语，意为“愿你平安”，與阿拉伯語的「色蘭」是同源詞。